# ¡Que viva la música!
Viva a Música! (em espanhol: ¡Que viva la música!) é um romance do escritor colombiano Andrés Caicedo. No Brasil, foi lançado em em 2019, pela Editora Rádio Londres, com tradução de Luis Reyes Gil. Bastante relevante para literatura da Colômbia, é citado como uma obra-prima da literatura colombiana moderna.
Caicedo começou a escrevê-lo em uma viagem a Los Angeles, para tentar entrar em contato com Roger Corman, diretor de Hollywood, para vender quatro de seus roteiros, mas não foi bem sucedido. Caicedo dedicou seu tempo nos Estados Unidos a ver filmes, estudar blues e rock e escrever este romance. O livro foi finalmente publicado em Cali em 4 de março de 1977. Naquela mesma tarde, seu autor suicidou-se.
Caicedo descreveu seu livro como resultado de uma "curiosidade efêmera", mas há leitores que consideram a obra um dos maiores romances da literatura colombiana da segunda metade do século XX.

## Contexto
O romance se passa na cidade de Cali, conhecida também como a “Capital Mundial da Salsa”. É também a cidade natal de Caicedo, que retrata seus bairros, ruas e o povo colombiano dos anos 1970.

## Enredo
O romance é descrito como um convite para uma festa sem fim, onde a personagem principal levará seu mundo para o poço sem fundo de seus próprios excessos, que ela adora. Há um pacto secreto com a própria morte, envolvendo a dança cada vez mais frenética de María del Carmen Huerta, a loira que protagoniza o livro.
O romance também oferece uma visão afetuosa da cidade colombiana de Cali como única, mágica e diversa. Primeiro somos apresentados ao norte, privilegiado, com a Sexta Avenida ("la Sexta"), o Parque Versalles e seus lugares fantásticos, seguindo para o gueto no sul, na Caseta Panamericana (construída especialmente para os Jogos Pan-americanos de 1971), o Pance River, e outros bairros além de Miraflores, de classe alta, como a cordilheira voadora dos Andes, e os esconderijos de sexo e salsa nos trechos finais da 15th Avenida ("la Quince").

## Maria del Carmen Huerta
Maria de Carmen Huerta é uma garota de família de classe alta, filha de um fotógrafo da alta sociedade. Mas viver em um bairro de classe alta passou a ser tedioso para ela, que então decide explorar as ruas da cidade. Através da personagem, Caicedo retrata os diferentes grupos sociais da Cali dos anos 1970, que reflete também a sociedade colombiana, e de uma forma mais ampla, da América Latina. Como uma espécie de Siddhartha, de Hermann Hesse, Maria del Carmen vai de grupo em grupo em busca de um sentido para vida.
O primeiro grupo que ela encontra é de marxistas, que costumavam andar pelas ruas de Cali ou Bogotá com mochilas, cabelos despenteados e Das Kapital, de Karl Marx, para ler em qualquer lugar, para quem atrevia-se ouvi-los, como uma espécie de pregadores. Ela se cansa desse primeiro grupo, e logo os abandona para buscar emoções mais puras.
Ela entra para o mundo do rock, introduzido na cidade pelos filhos de pais que puderam estudar nos Estados Unidos, e depois voltaram para Cali usando roupas de gangue. Maria del Carmen se junta a uma gangue, para experimentar todo tipo de droga, enquanto ouve os Rolling Stones.